# Сумароков-Ельстон Микола Феліксович

Граф Микола Феліксович Сумароков-Ельстон з донькою Оленою та сином Михайлом

Граф Микола Феліксович Сумароков-Ельстон (нар. 1861 — пом. 1908) — поручик запасу Кавалерградського полку — виходець зі старовинного новгородського дворянського роду Сумарокових, відомого ще з 14 — 15 ст. За переказом, рід Сумарокових пішов від шведа Левіса, який, прийняв православ'я та вступив на службу до московського князя Василя I Дмитровича. Існує також версія, що коріння сім'ї зовсім не зі Швеції, а з Литви, а точніше з Великого князівства Литовського, де існував дворянській рід Сумарок (на мові того часу означав «смурний»).

## Походження прізвища
Походження прізвища Ельстон до сих пір не відоме. Існує декілька версій.
|  | Тогдашние злые языки уверяли — пишет в своих мемуарах князь Феликс Юсупов — что фамилия Эльстон — от французского «эль с'этон». |

Однак найпоширеніша версія говорить: прізвище дане по назві замку чи маєтку в Угорщині.
8 вересня 1859 року імператор Олександр ІІ дозволив графу Павлу Сумарокову передати своє прізвище і титул Феліксу Ельстону, чоловіку його другої доньки Олени. Фелікс та його потомки отримали право називати себе графами Сумароковими — Ельстонами.

## Одруження та родина
Одружився Микола Феліксович на Софії Михайлівні Коскуль (1860—1916) — дочці графа Михайла Францевича Коскуля. Весілля Миколи та Софії відбулося в портовому місті Висбаден, що на Рейні, в Німеччині, де вони тоді жили. Їх шлюб зафіксований у метричній книзі 1889 року від № 1.
|  | Состоявщий в запасе по Гвардейской Кавалерии Поручик Кавалерградского Ея Величества полка Граф Николай Феликсович Сумароков – Эльстон, двадцати восьми лет, и дочь Коллежского Советника девица Графиня София Михайловна Коскуль, двадцати девяти лет, оба православного вероисповедания, первым браком повенчаны второго июня тысяча восемьсот восемьдесят девятого года |

За чотири роки у молодій сім'ї народилось троє дітей: донька Олена, син Микола — помер у 16 років та
син Михайло — володар 39 титулів у різних розрядах та змаганнях з тенісу.

## Сумарокови та село Добровілля
У 1858 році графській родині вже належав маєток у селі Добровілля (нині Лозівський район Харківської області). За період господарської діяльності село значно змінилося. Сумарокови-Ельстони побудували цегельний завод, козацьку церкву, посадили прекрасний сад, викопали став, через який спорудили керамічний місток та ряд інших оригінальних будов.

## Останні роки життя та подальша доля роду
Граф помер на 48-му році життя від сухоти. Похований у Петербурзі в Олександро-Невській лаврі. Своїй родині він залишив: 9 тисяч 338 десятин землі близько станції Близнеці (Павлоградського повіту Екатеринославської губернії), наразі Близнюківський район Харківської області, пару тисяч марок у Дрезденському банку та фамільне срібло.
Графиня пережила свого чоловіка на 8 років і померла 3 квітня 1916 року, похована поряд з чоловіком.
Після смерті графа повстало питання про дворянство роду Сумарокових. У вересні 1912 року графиня Софія Михайлівна Сумарокова — Ельстон звернулася з проханням до Катеринославських дворянських зборів про причислення до дворян Катеринославської губернії сина Михайла, в той час вже відомого тенісиста, навіть закордоном.
У грудні цього ж року Катеринославські депутатські збори затвердили постанову про внесення графа Михайла Миколайовича Сумарокова — Ельстона до п'ятої частини дворянської родословної книги, а Урядовий Сенат видав за представленим проханням відповідний Указ. У Сумарокових, як і в кожній старовинній дворянській родині був і свій герб. Його девіз: «Одним шляхом, без згибів».
Близькими родичами сім'ї Сумарокових були Юсупови — титуловані князі. Племінник Миколи Феліксовича — князь Фелікс Юсупов, організатор вбивства Григорія Распутіна.